# Galeas per montes
Mit Galeas per montes bezeichnete die Republik Venedig ein militärisches Unternehmen, mit dem 1439 einige Galeeren und andere Bootstypen vom Etschtal über die Berge zum Gardasee (Nago-Torbole) transportiert wurden.

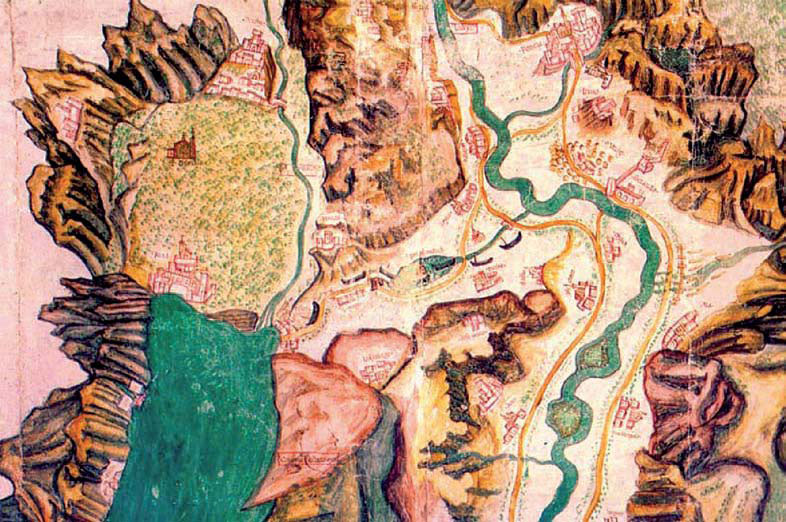
Karte des Almagià aus dem 15. Jahrhundert mit dem von der Flotte zwischen Etsch und Gardasee eingeschlagenen Weg (Staatsarchiv Venedig)

## Hintergrund
Zu Beginn des 15. Jahrhunderts begann die Republik Venedig gezielt ihren Machtbereich auf die Terraferma auszubreiten, um damit zum einen die Lagunenstadt mit ausreichend Gütern zu versorgen und zum anderen wichtige Handelswege abzusichern. Dabei bildete sich in Oberitalien ein labiles machtpolitisches Gleichgewicht zwischen drei Kleinstaaten heraus, dem Herzogtum Mailand unter den Viscontis sowie den Republiken Florenz und Venedig.
Als Filippo Maria Visconti 1423 seine Aufmerksamkeit auf die Romagna richtete, die in der Einflusssphäre der Republik Florenz lag, riefen die Florentiner Venedig zu Hilfe.
Es folgte eine dreißigjährige kriegerische Phase, immer wieder unterbrochen durch nicht lang anhaltende Friedensschlüsse, die erst mit dem Frieden von Lodi 1454 zwischen der Republik Venedig und dem Herzog von Mailand und Nachfolger von Filippo Maria Visconti, Francesco Sforza, beendet wurde.

## Vorgeschichte
In diesen sogenannten lombardischen Kriegen gelang es Venedig, sich mit der Besetzung Brescias (1426) und Bergamos (1428) in der Lombardei festzusetzen.
1438 standen die Mailänder vor den Toren Brescias und versuchten die Stadt einzunehmen. Der venezianische Condottiere Gattamelata, der mit seinen Truppen die Stadt besetzt hielt, konnte sich mit etwa 2000 Mann und 600 Reitern im September 1438 vor der Umschließung der von Niccolò Piccinino angeführten Truppen entziehen und sich in Richtung Norden durch die Berge absetzen. Die Einwohner leisteten jedoch den Belagerern weiterhin Widerstand.
Mit Waffengewalt und nach Bezahlung von Wegezöllen gelang es Gattamelata schließlich vom Val Sabbia über die Äußeren und Inneren Judikarien in das nördliche Hinterland des Gardasees zu ziehen, der allerdings ebenfalls unter der Kontrolle der Mailänder stand. Der Versuch des mit den Visconti verbündeten Grafen von Arco, ihm den Weiterweg über die Sarca zu versperren, scheiterte und den Venezianern gelang es, den Fluss zu überschreiten und über Nago den Passo San Giovanni, das Etschtal und schließlich das von Venedig gehaltene Verona zu erreichen.
Im November 1438 wurde Gattamelata für seinen erfolgreichen Rückzug zum Oberbefehlshaber der venezianischen Truppen ernannt. Gleichzeitig machte sich der Senat der Stadt Gedanken, wie man für Entsatz für die Belagerten in Brescia sorgen könne. Als geeigneter Weg, um Truppen und Versorgungsgüter heranzuführen, wurde der Gardasee in Betracht gezogen, der über die provenezianisch gesinnten Täler Ledro, Chiese und Sabbia eine direkte Verbindung nach Brescia darstellte. Das Südufer wurde von den mailändischen Truppen Niccolò Piccininos kontrolliert.
Um den kleinen Ponalehafen am Gardasee, über den ein Saumweg in das Val di Ledro führte, nutzen zu können, musste allerdings erst einmal der Gardasee unter Kontrolle gebracht werden.

## Verlauf

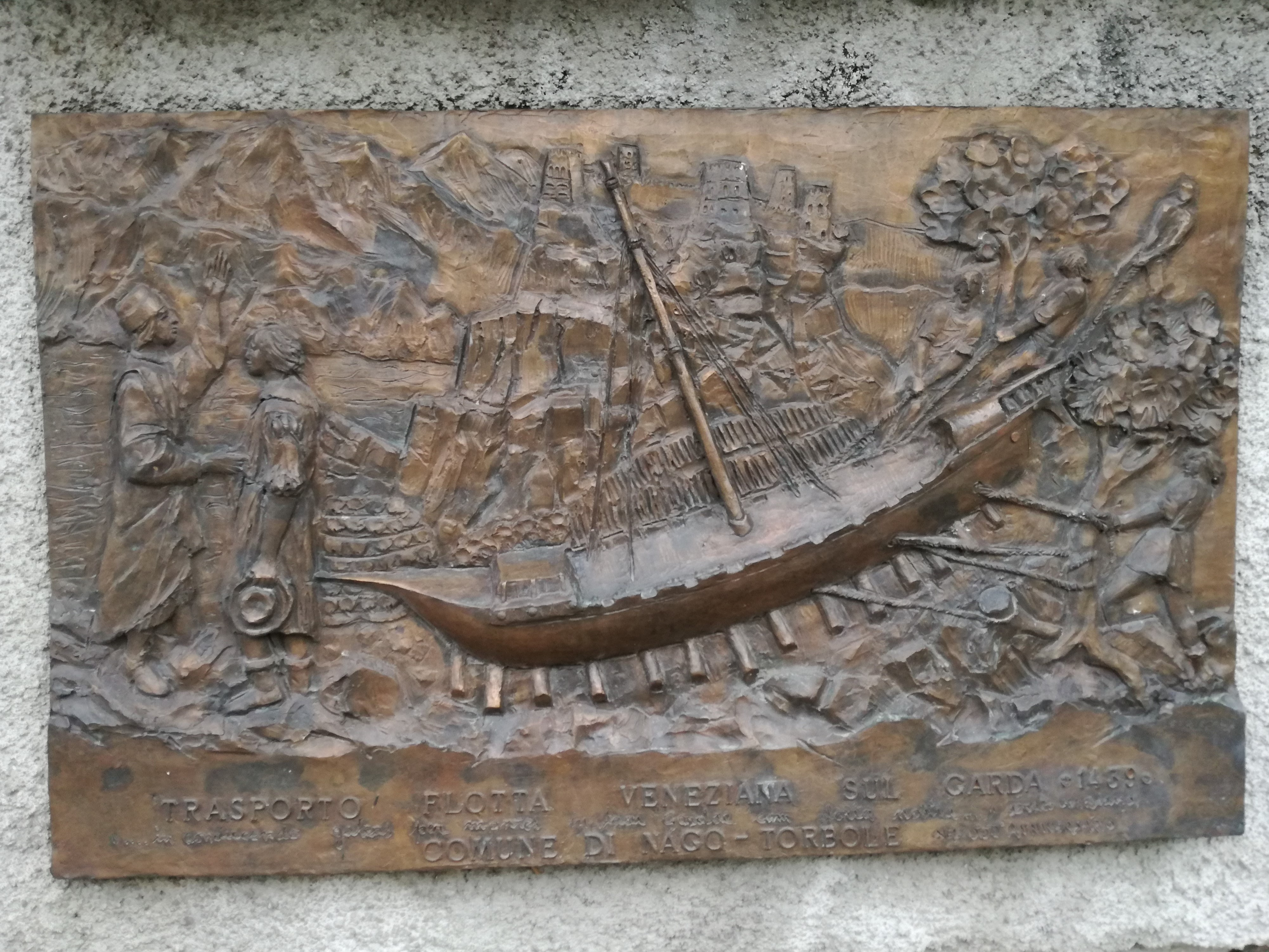
Gedenktafel in Torbole

Das West- und Südufer des Gardasees lagen in den Händen der Viscontis, ebenso Riva del Garda. Venedig kontrollierte die Sarcamündung und Torbole sowie das Ostufer des Sees, verfügte aber im Gegensatz zu Mailand über keine Kriegsflotte auf dem See.
Auch der einzige schiffbare Zugang, der Mincio, über den eine Flotte von der Adria und über den Po den See hätte erreichen können, lag unter Mailänder Kontrolle, die mit dem Ponte Visconteo bei Valeggio sul Mincio diesen Zugang zudem sperrten.
Aus Dokumenten geht hervor, dass am 1. Dezember 1438 der venezianische Senat einem Nicolò Sorbolo, einem venezianischen Marineoffizier aus Candia, heute Kreta, und Blasio de Arboribus den Auftrag für das von ihnen vorgelegte Projekt erteilte, mit dem eine Flotte über die Etsch flussaufwärts bis nach Mori und auf dem Landweg nach Torbole geführt werden sollte. Das Projekt wurde unter die Aufsicht Gattamelatas gestellt.
Noch im gleichen Monat machten sich die ersten Schiffe von der Adria aus auf den Weg und am 3. Januar 1439 erreichte die erste Galeere Verona, der bis Februar weitere Schiffe folgten. Auf Drängen der in Brescia eingeschlossenen Verteidiger, denen es an allem mangelte, ordnete der Senat den Bau einer zusätzlichen Galeere in Verona an. Zwischen Februar und März langte die Flotte schließlich bei Mori an.

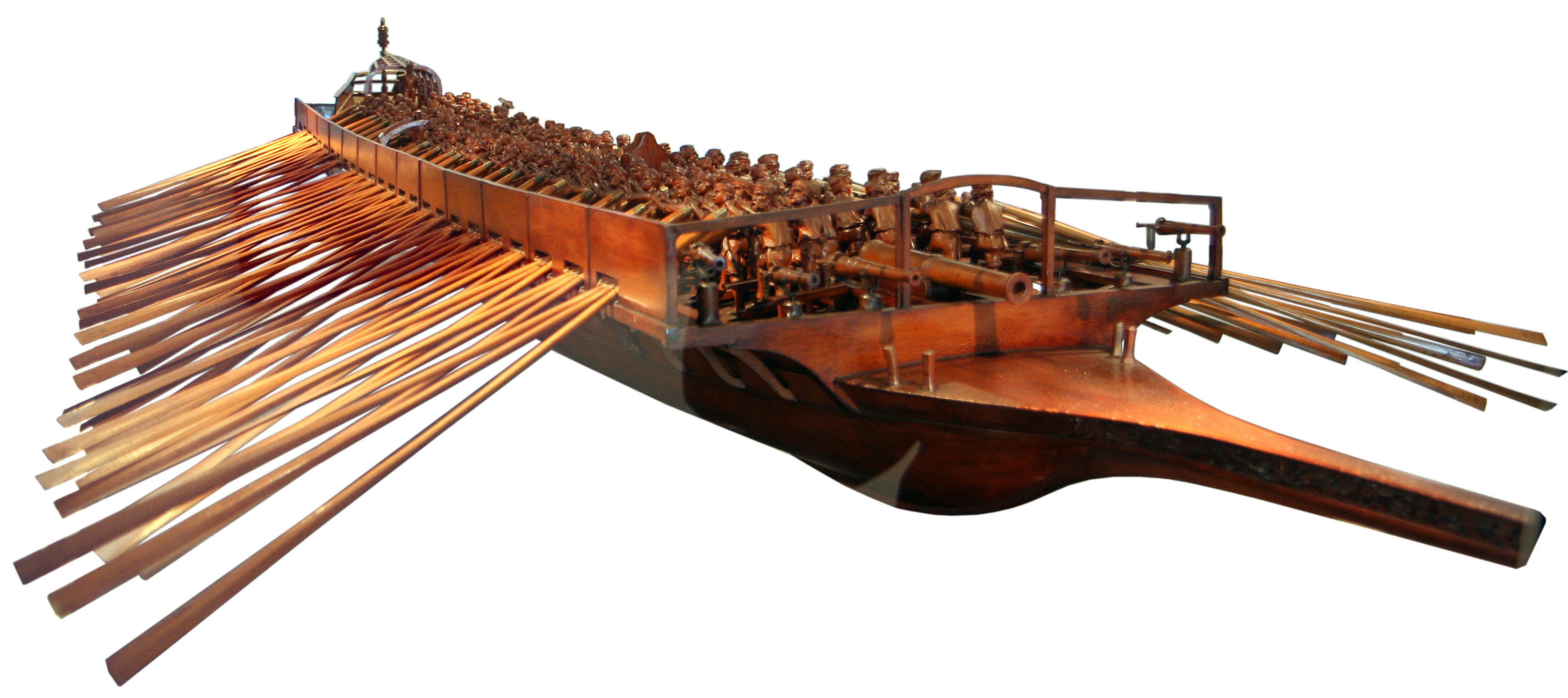
Modell einer venezianischen Galeere (Museo storico navale Venedig)

Über den Umfang der Flotte und die genaue Anzahl der Schiffe liegen keine übereinstimmenden Zahlen vor. Es muss sich um mehrere Galeeren und eine größere Anzahl von kleineren Booten gehandelt haben. Die Angaben schwanken zwischen maximal sechs Galeeren und 25 Booten und mindestens zwei großen und drei kleineren Galeeren sowie 25 Booten.
Für den anschließenden Transport der Flotte auf dem Landweg von Mori über das Valle del Cameras nach Torbole wurden 2000 Zugtiere, überwiegend Rinder, sowie mehrere hundert Mann, darunter auch Bauern aus der Umgebung, eingesetzt. Dabei musste der Weg dorthin erst freigelegt, Bäume gefällt, Büsche entfernt und der Boden eingeebnet werden. Während man die kleineren Boote direkt auf Karren lud und mit Gespannen zog, wurde für den Transport der Galeeren Rundhölzer ausgelegt, auf denen man die Galeeren fortbewegte. Im ersten, leicht ansteigenden Abschnitt bis zum Loppiosee 224 m s.l.m. mussten auf etwa sieben Kilometern 70 Höhenmeter zurückgelegt werden. Einmal am See angelangt, ließ man die Galeeren und Boote wieder zu Wasser, spann die kleinen Boote vor die Galeeren und zog sie an das andere Ufer unterhalb des Passo San Giovanni 287 m s.l.m. Der schwierige und steile Anstieg zum Pass, teilweise eingebettet zwischen großen Felsblöcken, die zum Teil weggeschlagen werden mussten, wurde mit Hilfe von Seilwinden und durch Hissen der Segel überwunden. Auf diese Weise gelang es, in zwei Tagen drei Galeeren auf den Pass zu schaffen.

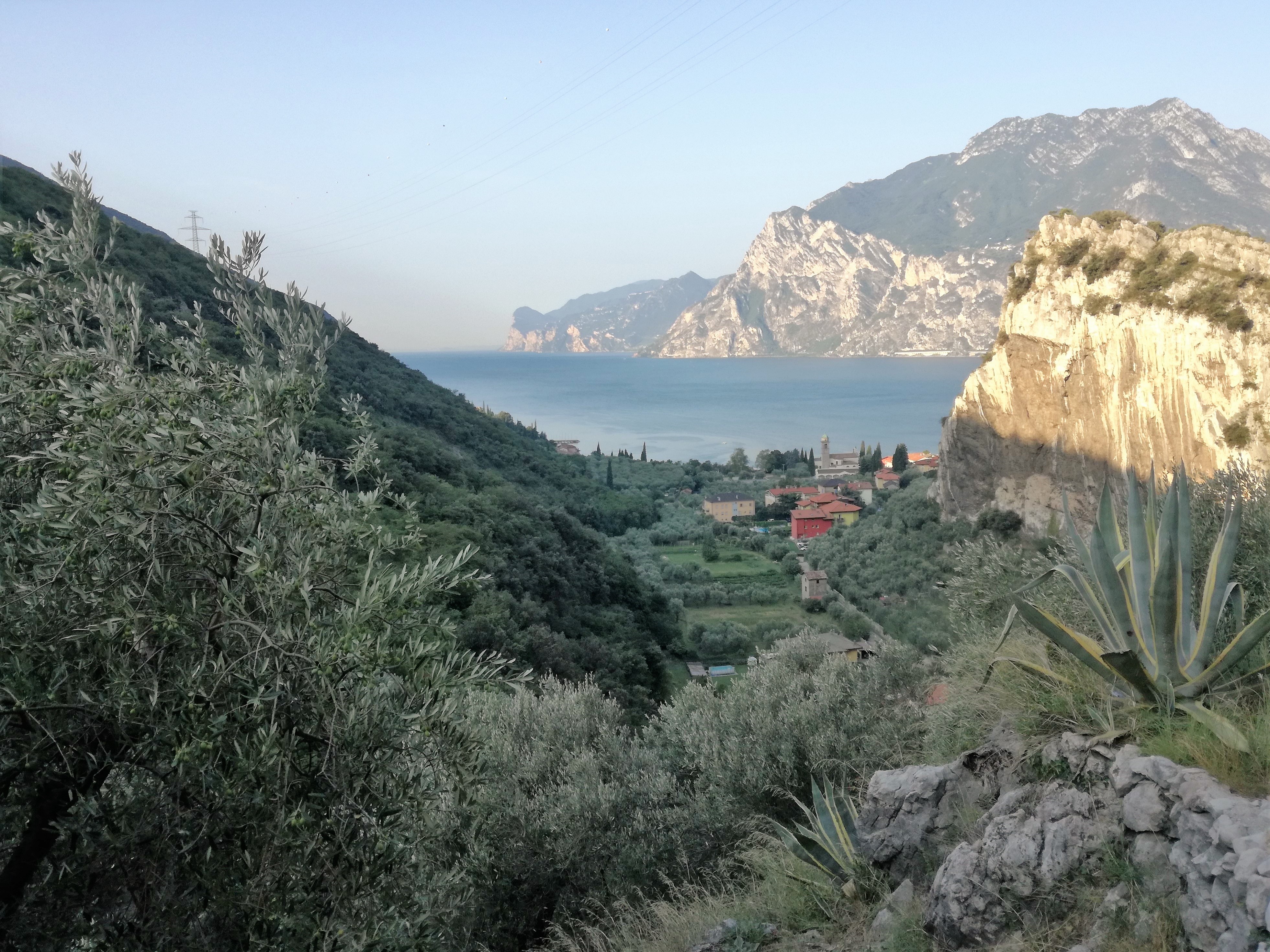
Das Valle Santa Lucia zwischen Nago und Torbole; letztes Hindernis auf dem Weg zum Gardasee

Auch der folgende Weg hinunter zum Gardasee stellte sich als Herausforderung heraus. Als Durchweg kam nur das kleine Tal Santa Lucia unterhalb von Castel Penede in Frage, der damals einzige Weg von Nago 220 m s.l.m. nach Torbole 68 m s.l.m. Damit die Galeeren diesen Abstieg nach Torbole überhaupt erreichen konnten, mussten in Nago Häuserecken eingerissen werden. Beim anschließenden Herablassen der Schiffe wurden diese von Seilen abgebremst, die man an alten Olivenbäumen befestigt hatte. Drei Monate nachdem man von Venedig aufgebrochen war und 18 Tage nachdem die Flotte die Etsch bei Mori erreicht hatte, ließ man im März 1439 die ersten Boote bei Torbole wieder zu Wasser. Während des Transportes auf dem Landweg patrouillierten ständig Reiter die Gegend ab, um nicht von feindlichen Überfällen überrascht zu werden.

## Folgen
Die so mühsam über die Berge gezogene Flotte wurde unmittelbar, nachdem sie den See erreicht hatte, in ein erstes Gefecht vor Riva del Garda verwickelt, das von den Mailändern kontrolliert wurde, ohne dass es dabei aber zu einer Entscheidung kam. Am 26. September 1439 trafen die beiden Flotten vor Maderno wieder aufeinander. Bei der anschließenden Seeschlacht ging der Großteil der venezianischen Schiffe verloren.
Diese Niederlage veranlasste Venedig aber nicht, den ursprünglichen Plan aufzugeben. Man unterließ es jedoch, eine zweite Flotte zum See zu schaffen und baute diese stattdessen direkt in Torbole. Dazu schaffte man das zum Teil vorgefertigte Material mit Hilfe von 600 Zugtieren wieder von der Etsch bis nach Torbole.
Im April 1440 schlug die venezianische Flotte, bestehend wieder aus mehreren Galeeren und Booten, die Mailänder Flotte vernichtend vor Riva del Garda. Damit gelang es den Venezianern nicht nur, den erhofften Entsatz für Brescia auf den Weg zu bringen und schließlich die Belagerung zu beenden, sondern auch der gesamte Gardasee konnte infolgedessen unter venezianische Kontrolle gebracht werden.

## Rezeption

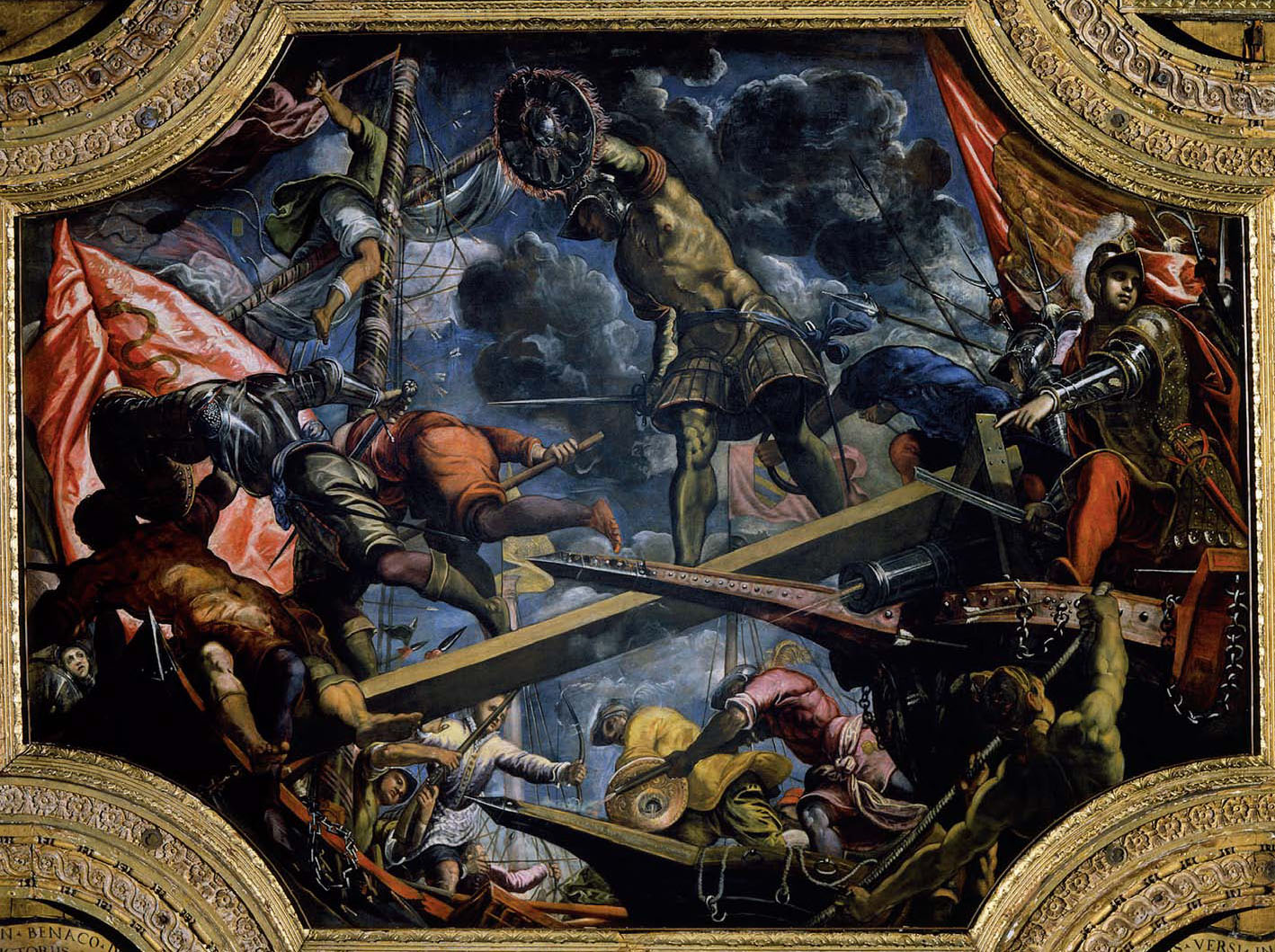
Werk Tintorettos im Dogenpalast in Venedig

Die erste schriftliche Beschreibung des Unternehmens stammt von Marcantonio Sabellico, entstanden rund 40 Jahre nach dem Unternehmen. Er sah sich vor Ort um und hat sich dabei wohl auch mit Augenzeugen unterhalten. Im Dogenpalast erinnert ein Werk von Tintoretto im Saal des großen Rates (Sala del Maggior Consiglio) an die siegreiche Seeschlacht bei Riva im April 1440. Musealisch aufbereitet ist das Unternehmen in der Scaligerburg in Malcesine.